# Regen (Film)
Regen ist ein niederländischer Kurzfilm aus dem Jahr 1929. Die Ansichten der Stadt Amsterdam im Regen zählen zu den bekanntesten Arbeiten des Dokumentarfilmers Joris Ivens, der Regen zusammen mit Mannus Franken inszeniert hatte. Der Stummfilm gilt als ein herausragendes Beispiel des europäischen Avantgardefilms der späten 1920er-Jahre und wurde in den niederländischen Filmkanon aufgenommen. Er wurde 1932 nachvertont, eine weitere musikalische Bearbeitung durch den österreichischen Komponisten Hanns Eisler wurde unter dem Titel Vierzehn Arten, den Regen zu beschreiben bekannt.

## Inhalt
Der Film beginnt mit einem Blick auf die Grachten und die Straßen von Amsterdam. Das geschäftige Leben auf den Hauptstraßen und in den Kanälen wird beobachtet. Langsam verdunkelt sich der Himmel, ein Wind zieht auf. Die ersten Regentropfen fallen und bilden Ringe auf dem Wasser in den Grachten.
Die Menschen spannen ihre Regenschirme auf und schließen die Fenster ihrer Häuser, die Regenrinnen füllen sich mit Wasser. Während der Regenguss immer stärker wird, gleitet die Kamera über Pfützen und blickt durch tropfenverhangene Fensterscheiben. Aus einer Straßenbahn heraus wird der Verkehr im Regen beobachtet.
Schließlich lässt der Regen nach und der Himmel reißt wieder auf. Die Sonne spiegelt sich auf dem nassen Straßenpflaster und in den Grachten. Das Leben kehrt wieder in die Straßen zurück.

## Entstehungsgeschichte
Regen war neben dem sozialkritischen Kurzfilm Brandung die einzige Zusammenarbeit der Filmemacher Joris Ivens und Mannus Franken, die beide noch am Beginn ihrer Karriere standen. Ivens und Franken hatten 1927 gemeinsam die niederländische Filmliga gegründet, mit der sie den europäischen Avantgardefilm in den Niederlanden bekannt machen wollten. Ivens, der Sohn eines Fabrikanten für Fotozubehör, begann selbst Experimentalfilme zu drehen und vollendete 1928 mit De Brug seinen ersten öffentlich aufgeführten Film, in dem er eine Klappbrücke in Rotterdam porträtierte.
Während Ivens später in seiner Autobiografie angab, dass ihm während der Dreharbeiten zu De Brug die Idee zu Regen kam, belegen Briefe, dass Franken bereits im Oktober 1927 Ivens das Sujet vorgeschlagen hatte. Ivens war von Frankens Idee begeistert und begann unverzüglich mit Aufnahmen. Erste Einstellungen wurden im privaten Rahmen bereits Ende 1927 vorgeführt, doch Ivens arbeitete noch zwei weitere Jahre an Regen, während der er parallel weitere Filmprojekte durchführte. Eine Handkamera, ein Regenmantel und Gummistiefel standen immer für das Projekt bereit und Ivens hatte Bekannte instruiert, ihn zu informieren, wenn Regenschauer in Anzug waren. Die schlechten Lichtverhältnisse während der Regenschauer stellten besondere Anforderungen an Ivens. Nur mit einer vollständig geöffneten Blende an der Kamera gelangen ihm die gewünschten Bilder, er verwendete dabei Filmmaterial von Agfa und verzichtete auf Filter zur Farbkorrektur. Insgesamt vier Monate lang sammelte Ivens Aufnahmen von Amsterdam bei Regen.
Neben dem Warten auf Regenwetter verzögerte sich auch der Schnitt des Films, Ivens hatte zunehmend Probleme, das vorhandene und noch immer weiter wachsende Filmmaterial zusammenzuschneiden, wobei Ivens und Franken auf Zwischentitel verzichteten. Sie tauschten im Laufe der Monate regelmäßig Ideen für die Montage der einzelnen Einstellungen aus, doch da sich Franken während der Zeit in Paris aufhielt und selten Ivens in Amsterdam besuchte, war dieser größtenteils alleine für die Kameraführung, die Regie und den Filmschnitt verantwortlich. Franken fühlte sich in den Hintergrund gedrängt, doch Ivens bekräftigte, dass er bei Testvorführungen des Rohschnitts stets Frankens Beitrag als Ideengeber betont hatte.
Nachdem Rohfassungen von Regen in Amsterdam, Paris und Berlin vorgeführt wurden, fand die Premiere des fertiggestellten Films schließlich am 14. Dezember 1929 im Kino der Filmliga, dem De Uitkijk, statt.
Trotz der Entfremdung während der Arbeit an Regen und dem parallel gedrehten Kurzfilm Brandung planten Franken und Ivens ein weiteres gemeinsames Projekt, welches aber letztendlich nicht verwirklicht wurde. Beide gingen fortan als Dokumentarfilmer getrennte Wege.

## Aufführungsgeschichte
Nach der Uraufführung von Regen im Theater der niederländischen Filmliga wurde der Film von zahlreichen europäischen Filmklubs aufgeführt und erwies sich als ein großer Erfolg. Ivens, der Anfang 1929 den sowjetischen Regisseur Wsewolod Pudowkin kennengelernt hatte, fuhr im Januar 1930 auf Einladung der Allunionsgesellschaft für kulturelle Beziehungen mit dem Ausland (VOKS) in die Sowjetunion, wo er neben anderen niederländischen Filmen auch Regen präsentierte. Die Moskauer Öffentlichkeit reagierte interessiert auf Ivens und seine Filme, in der Presse wurden aber hauptsächlich seine sozialkritischen Filme diskutiert. Vorführungen in Leningrad, der Ukraine, Georgien und Armenien folgten, vor allem bei den Vorstellungen in Tiflis erwies sich Regen als ein Publikumsliebling. Als Ivens im April 1930 nach Amsterdam zurückkehrte, hatte er zahlreiche Kopien seiner Filme in der Sowjetunion verkauft, darüber hinaus begann er sich für die kommunistische Ideologie zu interessieren.
1931 ging Ivens für einen längeren Aufenthalt nach Moskau zurück. Von dort aus beauftragte er 1932 die Filmeditorin Helen van Dongen und den Komponisten Lou Lichtveld, eine Tonfilmfassung von Regen zu erstellen. Lichtveld hatte bereits bei zahlreichen Filmvorführungen der niederländischen Filmliga für die musikalische Untermalung gesorgt. Im Rahmen der Nachvertonung wurden einige Änderungen am Schnitt durchgeführt. Lichtvelds impressionistische Musik fand aber wenig Gefallen, Ivens selbst distanzierte sich später von der Nachvertonung.
Als Joris Ivens 1936 in die Vereinigten Staaten emigrierte, war er ein gern gesehener Gast bei Vorführungen seiner Filme. Sein Frühwerk stand dabei besonders im Mittelpunkt des Interesses. Das New Yorker Museum of Modern Art erwarb von Ivens eine Kopie von Regen, die Academy of Motion Picture Arts and Sciences nahm Ivens als Mitglied auf und widmete ihm 1941 eine Retrospektive.
Ebenfalls 1941 komponierte der Österreicher Hanns Eisler eine weitere Filmmusik für Regen. Eisler und Ivens hatten zuvor bei verschiedenen Filmen zusammengearbeitet, die Neukomposition für Regen entstand allerdings während Eislers New-York-Aufenthalt im Rahmen eines Filmmusik-Projektes, das er mit Unterstützung von Theodor W. Adorno entwickelt hatte. Eislers Komposition wurde allerdings eher als Kammermusikstück Vierzehn Arten, den Regen zu beschreiben bekannt, als Tonfassung des Films Regen wurde die Musik zu Lebzeiten Eislers nur zweimal aufgeführt (1947 in Los Angeles und 1948 in New York).
Ende der 1970er Jahre versuchte der Musikwissenschaftler Berndt Heller eine Rekonstruktion von Regen mit Eislers Filmmusik. Da das Nederlands Filmmuseum in Amsterdam nur eine Sammlung fragmentarischer Fassungen besaß, suchte Heller nach vollständigeren Versionen. Die Cinémathèque Royale de Belgique in Brüssel besaß die 1932er-Fassung mit Lichtvelds Musik, Heller verwendete aber schließlich für seine Rekonstruktion die noch längere Originalfassung von 1929, die unter anderem im Museum of Modern Art und im Moskauer Filmarchiv aufbewahrt wurde. Es stellte sich aber heraus, dass bei der 1980 veröffentlichten Rekonstruktion Bild und Ton nicht synchron liefen. Erst nachdem 2002 die originalen Musikaufnahmen von 1941 wiederentdeckt wurden, konnte belegt werden, dass Eisler nicht die Originalfassung, sondern die Bearbeitung von 1932 als Grundlage für seine Musik gewählt hatte. Eine erneute Restaurierung von Regen folgte, 2005 wurden schließlich die restaurierte Originalfassung von 1929, die Bearbeitung von 1932 und die rekonstruierte Fassung mit Eislers Filmmusik gemeinsam von der European Foundation Joris Ivens auf DVD herausgegeben.

## Rezeption
Obwohl Regen erst der Beginn der rund 60 Jahre dauernden Karriere des Dokumentarfilmers Joris Ivens war, gilt er heute als einer der bekanntesten Filme des Niederländers. Dabei unterscheidet sich Regen grundlegend von Ivens’ späteren Arbeiten, die politische und soziale Themen ansprachen. Für den Filmhistoriker Charles Musser steht Ivens’ Entwicklung vom avantgardistischen Filmemacher zum politisch engagierten Dokumentarfilmer stellvertretend für die gesamte Entwicklung des Filmgenres in den 1930er Jahren.
Zeitgenössische Kritiken beschrieben Regen als ein „ciné poeme“, als ein filmisches Gedicht. Der Frankreichkorrespondent der Nieuwe Rotterdamsche Couran verglich den Eindruck von Regen bei einer Vorführung in Paris mit der berauschenden Wirkung von Opium. Wenige Tage vor der offiziellen Uraufführung pries De Nieuwe Rotterdammer Ivens’ und Frankens „außergewöhnlich schönen und scharfen, nicht selten witzigen Blick“ auf das Thema „Regen“. Der marxistische Filmkritiker Harry A. Potamkin beschrieb dagegen Regen als die interessanteste objektive Studie von Nüchternheit, die er je gesehen habe.
Filmkritiker sahen Regen in der Tradition der Neuen Sachlichkeit, wobei Ivens nach Ansicht seines Wegbegleiters Henrik Scholte mehr als Ingenieur denn als Dichter agierte. Der ungarische Filmtheoretiker Béla Balázs beschrieb Regen in seinem 1930 erschienenen Buch Der Geist des Films als ein Beispiel eines Absoluten Films, bei dem nur der optische Eindruck, nicht aber die Tatsachen entscheidend seien. Der im Film gezeigte Regen sei kein bestimmter Regen, der einmal irgendwo gefallen sei. „Keine Raum- und Zeitvorstellung hält diese Impressionen zusammen“, so Balázs. Nur diese Impressionen seien von Bedeutung, und nur das Bild sei die Wirklichkeit.
Der niederländische Filmkritiker L.J. Jordaan sah dagegen 30 Jahre später neben Ivens’ Gespür für technische Feinheiten bei der Umsetzung von Regen den Einfluss des Dichters Mannus Franken, der sich in dem subtilen Romantizismus des Films ausdrückt.
Moderne Filmwissenschaftler stellen Regen als Teil der europäischen Avantgarde-Bewegung in eine Reihe mit anderen „Großstadtsinfonien“ wie Walter Ruttmanns Berlin – Die Sinfonie der Großstadt oder Dsiga Wertows Der Mann mit der Kamera. Dabei müsse man aber, so der Filmhistoriker Richard M. Barsam, Ivens’ und Frankens Regen im Vergleich zu Ruttmanns Berlin-Sinfonie eher wie eine Sonate betrachten. Regen biete ein lyrisches, impressionistisches Bild einer Stadt. Für den Historiker Erik Barnouw ist schließlich Regen das vielleicht beste Beispiel eines „Maler-als-Dokumentarist-Films“ (painter as documentarist).
2007 wurde Regen als einer von 16 Filmen in den niederländischen Filmkanon aufgenommen. Die Auswahl traf eine Expertenkommission unter Leitung der Politikerin Jeltje van Nieuwenhoven. Regen ist der älteste von vier Dokumentarfilmen in der Liste und Ivens’ einziger Film, der in den Filmkanon aufgenommen wurde.